# 이인규 (공무원)
이인규는 대한민국 공무원이다. 경상북도 영덕군 출신으로 포항고등학교를 졸업하였다. 국무총리실 산하 공직윤리지원관이다.
공직윤리지원관실이 김종익이라는 민간인을 불법 사찰하여 불거진 국무총리실의 민간인 사찰 사건의 한가운데에 서있다. 이인규 지원관은 당시의 공직윤리지원관 → 당시 권태신 사무차장 → 당시 조중표 총리실장의 보고체계를 따르지 않고 이영호 청와대 고용노사비서관에 직접 보고를 하였다. (2009년 3월 공직윤리지원관실은 총리실장 직속으로 조정됐다). 이인규 지원관과 이영호 비서관은 포항출신 5급이상 중앙공무원 사조직인 영포회소속으로 알려졌으나 영포회는 부인하였다. 한편 이들의 배후로 이명박 대통령의 친형 이상득 국회의원의 보좌관 출신이며, 이 대통령 대선캠프 안국포럼에서 최측근으로 활동하였으며, 대통령직 인수위원회 비서실 총괄팀장과 청와대 기획조정비서관을 맡아 이명박정부 초기 청와대•내각•공기업 인사에 깊숙이 관여하다가 “인사와 국정을 전횡하고 있다”는 여권 내부 화살을 맞고 청와대를 나갔다가 부활한 박영준 국무총리실 국무차장이 지목받고 있다.

## 김종익 사건 일지
- 2008년 7월 촛불정국이 끝난 직후 촛불시위의 배후에 대한 전방위적 조사가 시각되는 시국에 국무총리실 산하에 공무원 비리 조사라는 명목으로 공직윤리지원관실이 신설되었다 (국회에서의 공식요구에도 불구하고 국무총리실은 공직윤리지원관실 직원을 밝히기 거부한 바 있다. 40명의 지원관실 직원중 절반에 가까운 17명이 포항특정고 출신이라고 한다.[4]).

- 9월 10일 국민은행의 용역회사인 “뉴스타트 한마음” 대표이사였던 김종익이 “쥐코 동영상”을 지인 20여명만이 방문하는 자신의 블로그에 스크랩했다는 이유로 공직윤리지원관실이 민간인 신분인 김종익에 대해 불법수사에 들어갔다. 이를 인지하고 김종익은 즉시 “쥐코 동영상”을 삭제하였다. 그러나 공직윤리지원관실은 같은달 16일 국민은행 노무팀장, 19일엔 남경우 국민은행부행장을 만나 압력을 넣어 부행장으로부터 적절한 조치를 취하겠다는 답변을 받아냈다. 김종익은 회사와 직원들을 보호하기 위해 대표이사직을 사임하고 본인의 회사지분을 포기할 수밖에 없었다. 그리고 알고 있던 검사의 조언을 따라 일본으로 피신하였으나 공직윤리지원관실은 김씨의 일본 내 연락처까지 추적하였다. 김종익이 이렇게 표적수사의 대상이 되었던 것은 고향이 야당인 이광재 강원도지사와 같은 강원도 평창이고 기업체의 대표였기 때문인 것으로 확인됐다.[5]

- 9월 29일 공직윤리지원관실은 민간기업 “뉴스타트 한마음”의 회계 관련 서류들을 영장없이 압수수색하였다.

- 11월 중순 지원관실 이모 감사관은 불법압수수색한 자료를 들고 동작서를 직접 찾아 수사를 의뢰했으나 동작서 관계자는 정식 문서로 처리해야 접수할 수 있다고 하였다. 11월 17일 총리실장 직인이 찍힌 공문이 이모 감사관에 의해 직접 전달됐다. 그러나 이 공문은 총리실에 보고되지 않은 것이었다. 또한 “김종익이 노사모 핵심멤버이며 이광재 도지사의 선거운동원이었던 것은 사실”이라는 이 지원관의 발언 역시 검•경 수사에서 근거없다고 매듭됐다.[6]

- 2009년 1월 17일 김종익에 대한 경찰의 직접 조사가 시작됐으나 담당 수사관은 혐의 없음이 명백하다며 내사종결하였다. 하지만 서장 지시로 다른 수사관으로 교체되면서 보완 수사 후 명예훼손만으로 3월 초 서울중앙지검에 사건을 송치했다. 검찰은 7개월 동안 시간을 끌다 ‘기소유예’ 처분을 내렸다. 이 결정을 내린 검사는 언론의 인터뷰를 거절했다.

- 2010년 2월 김종익은 검찰의 기소유예가 억울하다며 헌법재판소에 헌법소원을 냈다. 그러자 청와대 이준식 행정관이 전화를 걸어옴으로써 청와대도 이 사건을 인지하고 있음을 확인하였다. 그러나 이인규 지원관에 대해서는 아무 조치가 없었다.

- 6월 21일 국회정무위에서 권태신 총리실장에게 민간인 사찰에 관한 답변을 요구하자 이인규 지원관이 권태신 총리실장에게 사찰 관련 내용을 처음으로 간단하게 보고하고 문제가 없다고 하였다. 그러자 권태신 실장은 이인규 지원관에게 “문제가 없다면 국회에서 직접 답변하라”며 질책하였다. 이인규 지원관은 국회 정무위에 참석했다가 질의 직전 사라졌으며 연락이 되지 않았다. 권태신 총리실장은 그날 국회의원들에게 이인규 지원관이 강북삼성병원에 입원했다고 해명하였다. 그러나 그 시각에 실제 진료를 받거나 입원한 기록은 없는 것으로 밝혀졌다.

- 이인규 지원관은 현재 대기발령 상태이다.